# Ільмовка
І́льмовка (рос. Ильмовка) — селище у складі Первоуральського міського округу Свердловської області.

## Населення
- 16 осіб (2010, 18 у 2002[2]).

- Національний склад станом на 2002 рік: росіяни — 67 %.